# Igreja do Trono de Maria
Igreja do Trono de Maria (em latim: Ecclesia Kathismatis, do em grego: κάθισμα; romaniz.: seat), Igreja de Catisma ou Velha Catisma sendo o nome mais usado na literatura, foi uma igreja bizantina do século V na Terra Santa, localizada entre Jerusalém e Belém, no que hoje é conhecido como Rodovia Hebron. Foi construída no suposto local de descanso de Maria, na estrada para Belém, mencionado no protoevangelho apócrifo de Tiago. A igreja foi construída quando a devoção mariana ganhou grande importância, após o Primeiro Concílio de Éfeso de 431. É uma das primeiras igrejas dedicadas à Teótoco (Maria, a Portadora de Deus) em todo o Império Bizantino.

## História
Escavações arqueológicas revelaram possíveis vestígios de um pequeno santuário da primeira metade do século V, mas principalmente uma grande e luxuosa igreja octogonal e seu mosteiro, originalmente construídos por volta de 456 pela viúva Ikelia, e substancialmente restaurados em algum momento entre 531-538.
A porta sul foi transformada em um mirabe na primeira metade do século VIII, enquanto acredita-se que o resto da estrutura ainda tenha sido usado como igreja. Outras mudanças estruturais incluem o bloqueio da abside oriental e uma remodelação dos pisos de mosaico. Estudiosos afirmam que a igreja foi abandonada durante o século X e lentamente destruída como fonte de materiais de construção.

## Significado

### Novo culto mariano
A Catisma foi a primeira igreja estritamente dedicada a Maria em Jerusalém e arredores. Foi dedicada à Teótoco, "Doadora de Deus", muito de acordo com as decisões tomadas no Primeiro Concílio de Éfeso em relação ao dogma cristão em 431 d.C., e foi construído sob a orientação do bispo de Jerusalém, Juvenal, um participante do concílio.
A igreja está ligada à introdução da primeira festa estritamente mariana, a celebração da Teótoco, que foi inaugurada por Juvenal em Catisma. Inicialmente foi marcada para 15 de agosto, mas teve que ser adiada dois dias, para 13 de agosto, para dar lugar a outra festa mariana, a Assunção. A igreja foi construída em 456, cinco anos após o Concílio de Calcedônia, que reafirmou as decisões de Éfeso e finalmente concedeu a Juvenal, como bispo de Jerusalém, independência eclesiástica, em pé de igualdade com Roma, Constantinopla, Alexandria e Antioquia.

### Procissão de velas
Ikelia introduziu em Catisma um novo costume: uma procissão de velas para marcar a purificação da Virgem Maria no Templo de Jerusalém, quarenta dias após o nascimento de Jesus. Este costume espalhou-se então primeiro para grande parte da Igreja Oriental e, mais tarde, para a Igreja Ocidental, onde é conhecido como 'Candelária'.

### Modelo arquitetônico
A Antigo Catisma foi construída como um martírio octogonal. Foi notado que as importantes igrejas octogonais do século V construídas no Monte Gerizim e em Cafarnaum, bem como o Domo da Rocha muçulmano do final do século VII, são todas baseadas no mesmo padrão arquitetônico da antiga igreja Catisma, o que pode indicar que ela serviu de modelo para essas construções.

## Descrição
O edifício tinha uma planta octogonal medindo 43 metros por 52 metros, comparável à da Igreja da Natividade em Belém do século IV e outras igrejas bizantinas, imitada na construção do Domo da Rocha muçulmano no final do século VII, com a rocha Catisma no centro.